# مرغ کریچ‌ساز سینه‌فندقی
مرغ کریچ‌ساز سینه‌فندقی (نام علمی: Chlamydera cerviniventris) نام یک گونه از سرده رداگردن‌ها است.

## نگارخانه

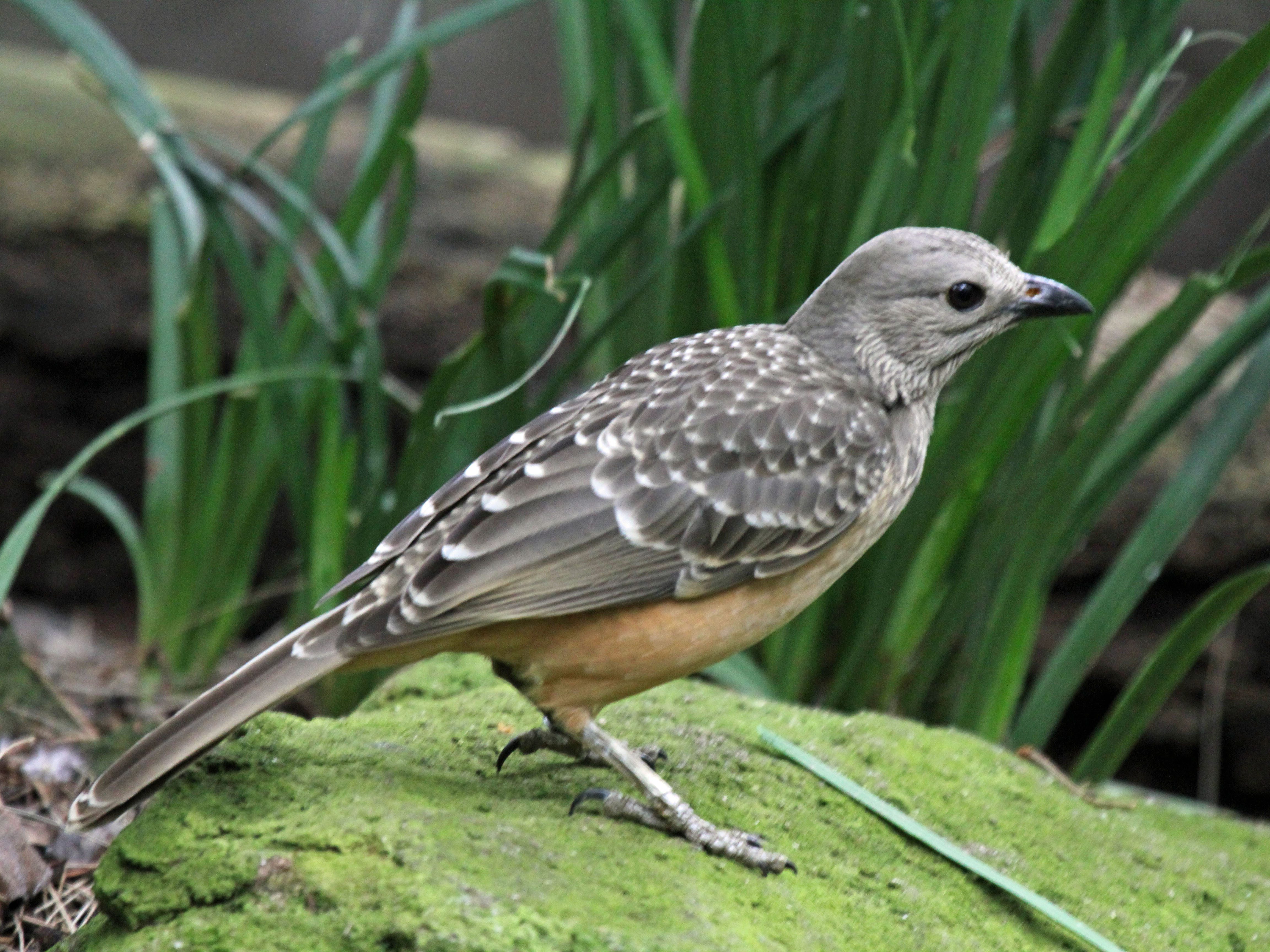
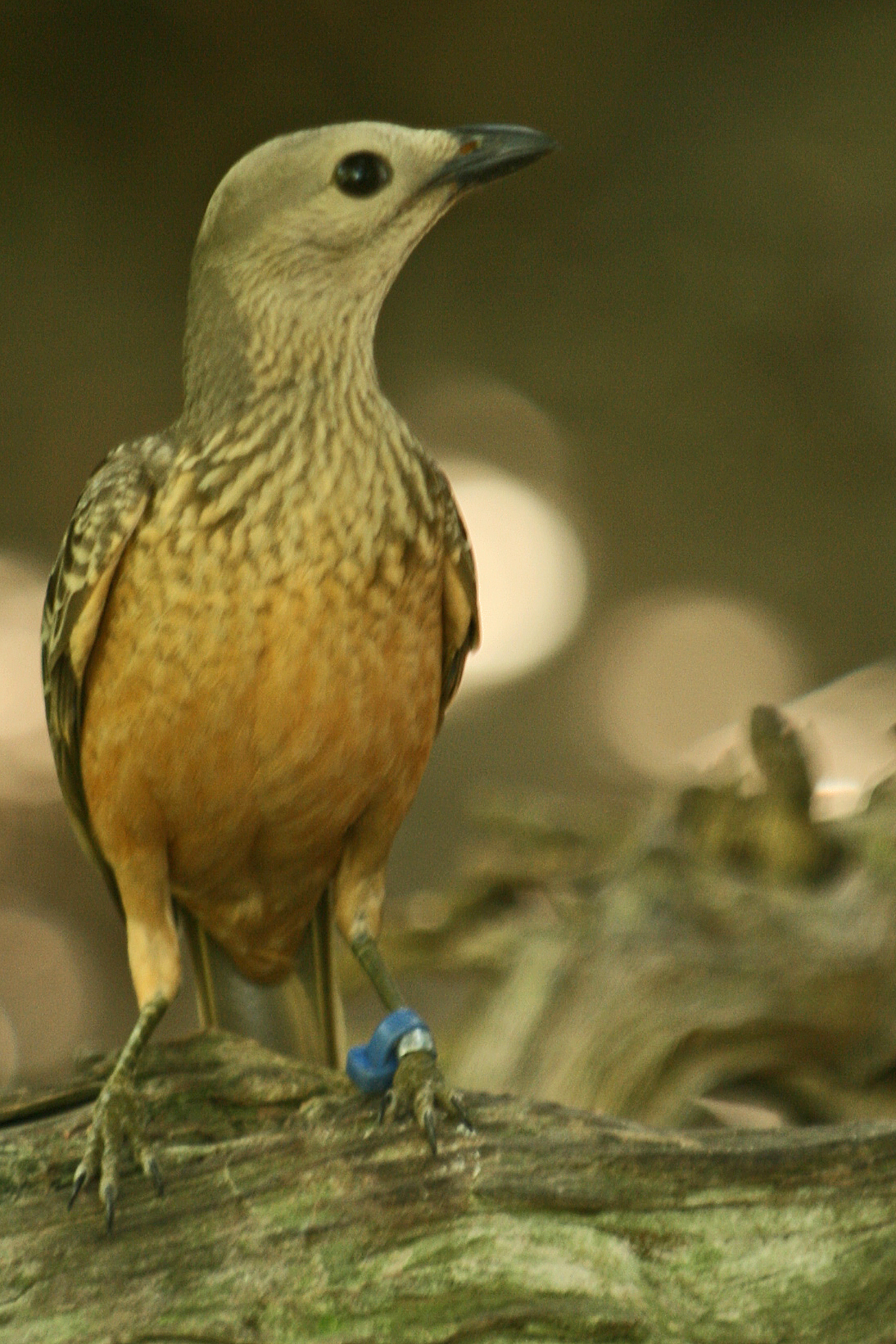
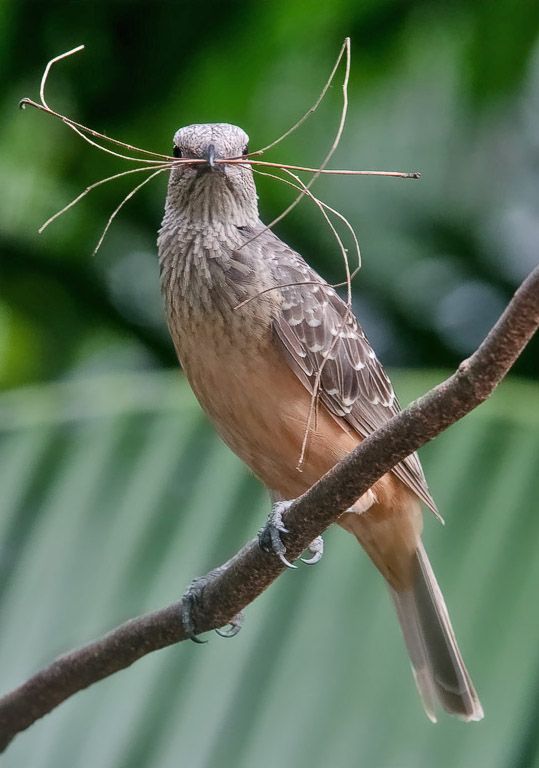
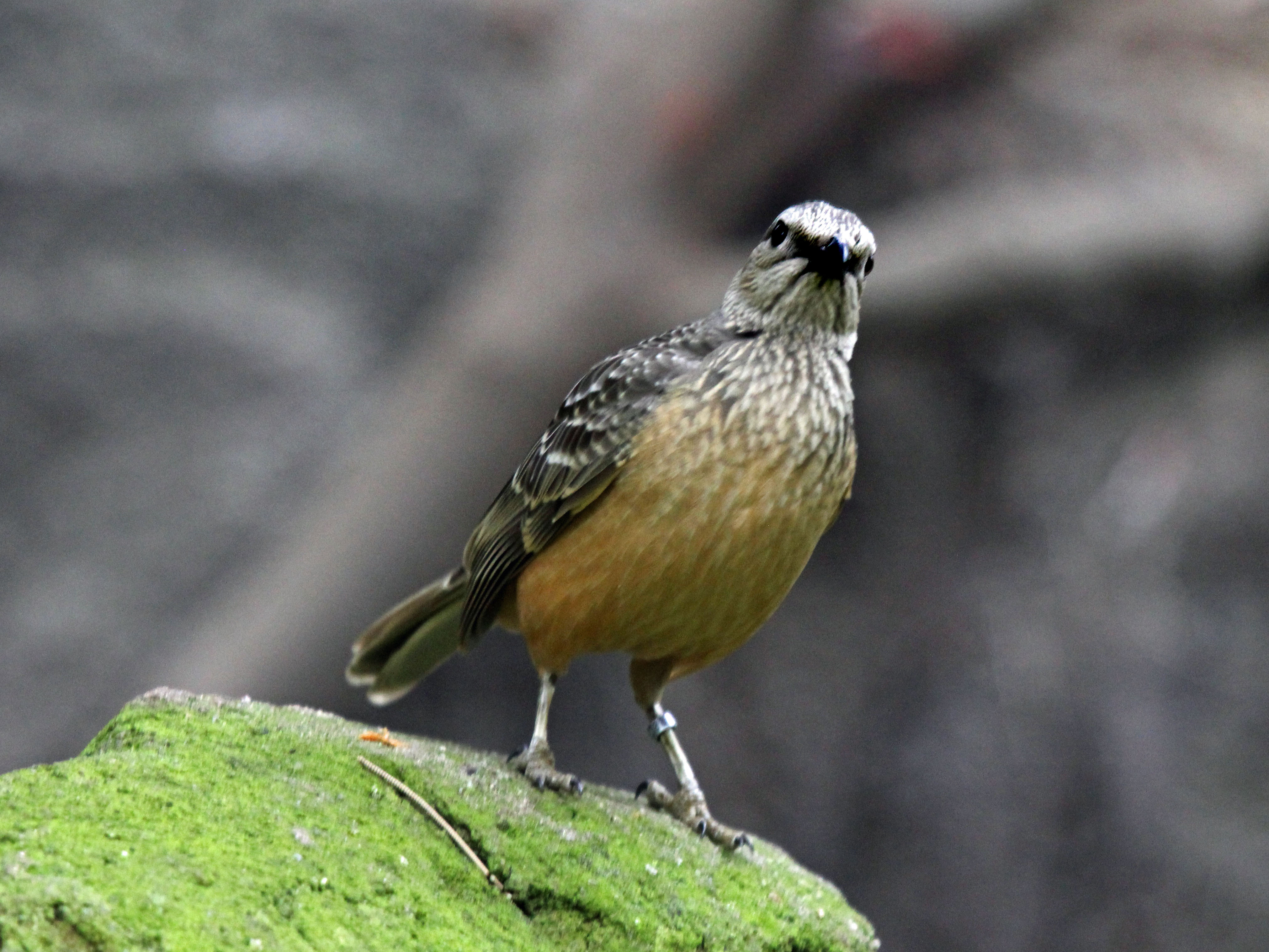